# Saint-Barthélemy, Seine-et-Marne
Saint-Barthélemy är en kommun i departementet Seine-et-Marne i regionen Île-de-France i norra Frankrike. Kommunen ligger i kantonen La Ferté-Gaucher som tillhör arrondissementet Provins. År 2022 hade Saint-Barthélemy 340 invånare.

## Befolkningsutveckling
Antalet invånare i kommunen Saint-Barthélemy
| Referens: INSEE |